# Yaakov Kamenetsky
Yaakov Kamenetsky (Kalushkove, 28 de fevereiro de 1891 - 10 de março de 1986) foi um rabino e talmudista da comunidade judaica americana.
Nasceu na aldeia de Kalushkove, Lituânia, em 1891. Pouco tempo depois, sua família se mudou para a aldeia de Dolhinov onde ele cresceu. Estudou em Minsk.
Kamenetsky foi nomeado rabino de Tzitavyan em 1926 e se mudou para a América do Norte em 1937, onde inicialmente tomaram posições rabínicas em Seattle e, em seguida, Toronto. De 1948 a 1968, ele dirigiu Mesivta Torá Vodaath em Brooklyn, Nova York.